# Карнейшън
Карнейшън (на английски: Carnation) е град в окръг Кинг, щата Вашингтон, САЩ. Карнейшън е с население от 1893 жители (2000) и обща площ от 2,8 km². Намира се на 25 m надморска височина. ЗИП кодът му е 98014, а телефонният му код е 425.